# IC 4972
IC 4972 — галактика типу Sbc (компактна витягнута спіральна галактика) у сузір'ї Павич.
Цей об'єкт міститься в оригінальній редакції індексного каталогу.